# Ilanji
Ilanji è una suddivisione dell'India, classificata come town panchayat, di 9.423 abitanti, situata nel distretto di Tirunelveli, nello stato federato del Tamil Nadu. In base al numero di abitanti la città rientra nella classe V (da 5.000 a 9.999 persone).

## Geografia fisica
La città è situata a 08° 57' 13 N e 77° 16' 50 E.

## Società

### Evoluzione demografica
Al censimento del 2001 la popolazione di Ilanji assommava a 9.423 persone, delle quali 4.837 maschi e 4.586 femmine. I bambini di età inferiore o uguale ai sei anni assommavano a 924, dei quali 479 maschi e 445 femmine. Infine, coloro che erano in grado di saper almeno leggere e scrivere erano 6.235, dei quali 3.626 maschi e 2.609 femmine.